# Chowk Pindori
Chowk Pindori è un villaggio situato a circa 30 km da Rawalpindi, nel Punjab, nella parte settentrionale del Pakistan, vicino ai villaggi di Shahbagh e Darkali. L'intera zona ha una popolazione di circa 200.000 abitanti, ripartita in diverse classi sociali, anche se la maggioranza è umile, o di ceto medio-basso. In quest'area viene parlato il Pothohari, dialetto del Punjabi. La risorsa principale degli abitanti della zona di Chowk  Pindori è l'agricoltura, praticata con mezzi ancora arretrati.